# 骨董あなろ具屋
『骨董あなろ具屋』（こっとうあなろぐや）は、山野りんりんによる日本の漫画作品。
『Cookie』（集英社）で2009年3月号まで不定期連載、増刊『Cookie BOX』でも不定期掲載されていた。1話完結で16ページ程度のショートオムニバス。

## あらすじ
商店街「ザウルスモール」の奥にある「あなろ具屋」というアンティークの雑貨店で不思議な出来事が起こったり、商品を買った客がそうした出来事に遭遇する様子を描くロー・ファンタジー。

## 登場人物
小夜子（さよこ）
あなろ具屋の店主。年齢不詳。
朗らかでメロドラマ好き。ドラマチックな展開に弱い。客の置かれている立場やそのときの気分で商品の値段を変えたりする。
直彦（なおひこ）
小夜子の夫。もう一人の店主であり、やはり年齢不詳。小夜子とは幼なじみでもある。
店での接客のほか、商品の買い付け・仕入れも行う。

## 書誌情報
- 山野りんりん『骨董あなろ具屋』 集英社〈りぼんマスコットコミックス〉 全2巻（第25話以降単行本未収録）
  1. 2002年11月15日発売、ISBN 4-08-856423-5
  2. 2005年07月15日発売、ISBN 4-08-856628-9